# Don Novello
Pour les articles homonymes, voir Novello (homonymie).
 (novembre 2020).
Si vous disposez d'ouvrages ou d'articles de référence ou si vous connaissez des sites web de qualité traitant du thème abordé ici, merci de compléter l'article en donnant les références utiles à sa vérifiabilité et en les liant à la section « Notes et références ».
Don Novello, né le 1er janvier 1943 à Lorain, dans l'Ohio, aux (États-Unis), est un acteur, réalisateur, producteur et scénariste américain.
Il est surtout connu pour son rôle du Père Guido Sarducci dans l'émission Saturday Night Live, personnage qu'il joue également dans plusieurs séries : Mariés, deux enfants, Petite Fleur, Square Pegs, The Colbert Report...

## Biographie

### Jeunesse
Don Andrew Novello est né le 1er janvier 1943 à Lorain, dans l'Ohio, aux (États-Unis). Son père était médecin. Il est de descendance italienne et irlandaise. En 1961, il est diplômé de Lorain High School puis plus tard de l'Université de Dayton.

### Carrière
Dans les années 1960, Don Novello a travaillé comme rédacteur publicitaire pour Leo Burnett à Chicago.
Il crée le personnage Père Guido Sarducci en 1973 après avoir découvert une panoplie dans un magasin. Il y rajoute des lunettes de soleil, une moustache balai, fume des cigarettes et parle avec un fort accent italien. Son personnage est devenu populaire dans une boite de nuit de San Francisco puis très vite ailleurs. Il est repéré par David Steinberg qui l'embauche pour une émission de télévision qui n'a jamais été diffusée, mais le présente aussi à Dick Smothers qui l'engage dans la sitcom The Smothers Brothers Show en 1975 toujours avec son fameux personnage.
Dans les années 1970, Novello a commencé à écrire des lettres à des gens célèbres sous le nom de plume de Lazlo Toth (nom tiré de celui de Laszlo Toth, un homme dérangé qui à vandalisé La Pietà de Michel-Ange à Rome). Les lettres, visant à modifier les façons de penser des politiciens et des sociétés, étaient écrites sous forme d'humour. Beaucoup de ces lettres ont reçu des réponses; Novello a parfois continué à correspondre toujours avec humour. Les lettres et les réponses ont été publiées dans des livres : The Lazlo Letters, Citizen Lazlo! et From Bush to Bush: The Lazlo Toth Letters.
The Lazlo Letters, le premier livre a attiré l'attention de Lorne Michaels, producteur de l'émission Saturday Night Live. Don Novello est embauché en tant que scénariste pour la troisième saison de 1977-1978 mais reste jusqu'à la cinquième saison de 1979-1980. Il est revenu en tant que scénariste pour la onzième saison entre 1985 et 1986. Il apparaît à plusieurs reprises dans l'émission dans son personnage fétiche du Père Guido Sarducci.
Don Novello fait les journaux du monde entier quand il visite le Vatican en 1981 dans le costume du Père Guido Sarducci, en photographiant pour un magazine des lieux interdits. Il est arrêté avec son photographe Paul Salomon par la garde suisse et accusé d'usurper l'identité d'un prêtre. Les accusations sont finalement abandonnées et Paul Salomon gardera les photos.
Dans les années 1980, Novello produit SCTV, une émission de télévision humoristique à Toronto avec Martin Short, Joe Flaherty, John Candy, Eugene Levy, Dave Thomas, Rick Moranis, Andrea Martin et Catherine O'Hara. Il continue sa carrière en écrivant des scénarios humoristiques.
En 1990, il incarne Dominic Abbandando dans Le Parrain 3 de Francis Ford Coppola. En 2001, il prête sa voix au dessin animé Disney Atlantide, l'empire perdu dans le rôle de Vincenzo « Vinny » Santorini qu'il reprend dans la suite Les Énigmes de l'AtlanLes Énigmes de l'Atlantidetide (2003). En 2003, il a voulu se présenter aux élections du gouverneur de Californie, mais n'a pas réussi à recueillir le nombre de signatures obligatoire pour participer.
En 2005 après la mort du Jean-Paul II et jusqu'à l'arrivée de Benoît XVI, il reprend le rôle du Père Guido Sarducci et se fait passer pour le rapporteur spécial du Vatican pour Air America Radio avec son ancien compatriote de Saturday Night Live Al Franken.
Il prête sa voix en 2009 aux Pie XII dans le court métrage d'animation All in the Bunker.
Le 23 juin 2010, il est apparu dans l'émission satirique The Colbert Report, dans le rôle une fois encore du Père Guido Sarducci.
Le 30 octobre 2010, il donne sa bénédiction au Rally to Restore Sanity and/or Fear avec Stephen Colbert et Jon Stewart.

## Filmographie

### Comme acteur
- 1982 : Become an Artist : Guido Sarducci
- 1985 : Joan Rivers and Friends Salute Heidi Abromowitz (TV) : Father Guido Sarducci
- 1985 : Father Guido Sarducci Goes to College : Father Guido Sarducci
- 1985 : Head Office : Sal
- 1986 : The Best of Dan Aykroyd (vidéo)
- 1988 : Tucker (Tucker: The Man and His Dream) : Stan, Promo Filmmaker
- 1989 : New York Stories : Hector
- 1990 : The Spirit of '76 : Translator
- 1990 : Le Parrain 3 (The Godfather: Part III) : Dominic Abbandando
- 1992 : The Godfather Trilogy: 1901-1980 (vidéo) : Dominic Abbandando
- 1993 : Les Chroniques de San Francisco ("Tales of the City") (feuilleton TV) : Father Sarducci
- 1993 : Teenage Bonnie and Klepto Clyde : Sanchez
- 1995 : Casper : Father
- 1995 : One Night Stand : Warren Miller
- 1996 : Ho Ho Nooooooo!!! It's Mr. Bill's Christmas Special! (vidéo) : Father Guido Sarducci
- 1996 : Jack : Bartender
- 1997 : Nothing Sacred : Caterer
- 1997 : The Blues Brothers Animated Series (série télévisée) : Grampa Vito (unknown episodes)
- 1997 : Touch de Paul Schrader : Father Navaroli
- 1998 : Histeria! (série télévisée) : Renaissance Man (unknown episodes)
- 1999 : Gary & Linda (Just the Ticket) : Tony
- 2000 : Les Aventures de Rocky et Bullwinkle (The Adventures of Rocky & Bullwinkle) de Des McAnuff : Fruit Vendor Twins
- 2000 : Juste une nuit (Just One Night) : Italian Drifter
- 2001 : Atlantide, l'empire perdu (Atlantis: The Lost Empire) : Vincenzo 'Vinny' Santorini (voix)
- 2002 : Rent Control : Rico
- 2003 : Les Énigmes de l'Atlantide (Atlantis: Milo's Return) (vidéo) : Vinny (voix)
- 2006 : Factory Girl : Mort Silvers
- 2011 : Twixt de Francis Ford Coppola : Melvin
- 2013 : Palo Alto de Gia Coppola : M. Wilson

### Comme scénariste
- 1982 : Become an Artist
- 1977 : Things We Did Last Summer (TV)
- 1980 : Gilda Live
- 1985 : The Best of John Belushi (vidéo)

### Comme réalisateur
- 1982 : Become an Artist

## Nominations
| Année | Cérémonie  | Catégorie                                                         | Titre                                      |
| ----- | ---------- | ----------------------------------------------------------------- | ------------------------------------------ |
| 1977  | Emmy Award | Outstanding Writing in a Comedy-Variety or Music                  | Van Dyke and Company (TV)                  |
| 1978  | Emmy Award | Outstanding Writing in a Comedy-Variety or Music                  | Saturday Night Live (TV)                   |
| 1979  | Emmy Award | Outstanding Writing in a Comedy or Comedy-Variety or Music Series | Saturday Night Live (TV)                   |
| 1980  | Emmy Award | Outstanding Writing in a Variety or Music Program                 | Saturday Night Live (TV)                   |
| 1982  | Emmy Award | Outstanding Writing in a Variety or Music Program                 | Second City Television (TV)                |
| 1983  | Emmy Award | Outstanding Writing in a Variety or Music Program                 | Second City Television (TV)                |
| 1985  | ACE        | Performance in a Comedy Special                                   | Father Guido Sarducci Goes to College (TV) |
| 1985  | DVDX Award | Best Animated Character Performance in a DVD Premiere Movie       | 'Les Énigmes de l'Atlantide (TV)           |